# Musée des carrosses (Florence)
Le musée des carrosses est situé à Florence, dans le Palais Pitti. Il présente des véhicules hippomobiles et d'autres moyens de locomotion ayant appartenu à la cour grand-ducale, datant notamment de la fin du XVIIIe  au  XIXe siècle. Certains sont magistralement décorés, non seulement de sculptures et de dorures, mais aussi de panneaux peints de beaux paysages typiques de la mode de l'époque, ainsi que de cuirs, de tentures et de harnais de la plus haute tradition artisanale. 

## Héritage
Le patrimoine du musée compte dix voitures originales et deux berlines, notamment relatives à l'utilisation de la cour de Lorraine et de Savoie entre le XVIIIe et le XIXe siècle, ainsi qu'une série de harnais anciens. 
L'exemple le plus ancien est le coupé biplace du XVIIIe siècle de la maison Giugni, suivi de la voiture de l'évêque de Pistoia Scipione de' Ricci. Le plus précieux est peut-être celui de Ferdinand III de Lorraine, sculpté en 1816 par Paolo Santi et peint par Antonio Marini de Prato avec des couples de souverains et des florentins célèbres : Laurent de Médicis et Poliziano, Cosme Ier et Vasari, Cosme II (ou Ferdinand II) et Galilée, Leopold II (ou Ferdinand III lui-même). Il y a également deux autres voitures commandées par Ferdinando III. 
La berline de gala de Ferdinand II de Bourbon comporte une représentation peinte des Muses. Une berline des écuries de Savoie appartenait peut-être au duc de Modène François IV.   
Certaines voitures n'étaient utilisées qu'à des occasions de grande importance, comme les mariages ou les défilés officiels, parmi lesquels se distingue le « carrosse d'or », surmonté d'une couronne dorée pour symboliser le rang très élevé des occupants. Des voitures funéraires sombres et, en plus de la collection grand-ducale, des voitures appartenant au souverain du royaume des Deux-Siciles (une berline bleue), à l'archevêque (un trône mobile daté de 1793) et d'autres dignitaires florentins y sont également exposés.      

## Articles associés
- Liste de musées de véhicules hippomobiles